# Marsyas
Marsyas (latinsky Marsyas, řecky Μαρσύας) je v řecké mytologii jeden z frýgických (fryžských) Satyrů nebo Silénů, který zhynul strašlivou smrtí, kterou mu připravil bůh Apollón.

## Příběh
Nejčastěji se uvádí, že Marsyas byl synem bohyně Kybelé. Jako jeho otec bývá někdy uváděn Oiagros, jindy Olympos nebo Hyagnis či Dionýsos. Počátkem jeho příběhu v bájích je, že nalezl odhozenou flétnu či šalmaj. Tu předtím vlastnila bohyně Athéna, ale když zjistila, že ji při hře nafouknuté tváře znetvoří obličej, zlostně flétnu zahodila. Marsyas ji zvedl, naučil se na ni hrát a když ho všichni chválili, zpychl a ve své pýše vyzval k soutěži ve hře samotného boha Apollóna.
Apollón výzvu přijal, ale byl troufalostí Marsya uražen a rozzloben. Před soutěží si vymínil, že vítěz smí poraženému stáhnout zaživa kůži. Boj byl nerovný, protože Apollón hrál na lyru. Zprvu se zdály síly vyrovnané, potom však Apollón lyru obrátil a stále na ni hrál a k tomu ještě božským hlasem zpíval. To Marsyas s flétnou nedokázal a v nerovné soutěži prohrál.
Apollón, přesně podle dohodnuté podmínky, pověsil Marsya na strom (borovici) a stáhl mu zaživa kůži. Přátelé Marsyovi hořce plakali, jejich slzy vsákla země a vytryskl pramen frýgické řeky, nazvané poté Marsyas.

## Odraz v historii
Do krásného boha Apollóna se stylizoval římský císař Nero, dával se rád vyobrazit v drastické scéně s Marsyem a zvolil si tento výjev i na osobní pečeť.

## Odraz v umění

### Výtvarné umění
Příběh inspiroval mnohé starověké i novověké umělce, aby ztvárnili nejčastěji závěrečnou drastickou scénu.
- Sousoší Athéna a Marsyas vytvořil řecký sochař Myrón v polovině 5. stol. př. n. l., Marsyas si nohou přitahuje odhozenou flétnu
- Marsyas pověšený na stromě je dílem neznámého mistra (konec 3. stol. př. n. l., dnes v pařížském Louvru)
- Paolo della Stella: Apollón a Marsyas; reliéf na letohrádku královny Anny v Praze, pískovec, 1540
- Apollón a Marsyas – proslulý obraz od Tiziana Vecelliho, benátská olejomalba z roku 1570, v kroměřížské Zámecké obrazárně
- Giovanni Battista Castiglione: Potrestaný Marsyas; Moravská galerie v Brně

### Hudba
- Carl Orff: Marsyas, balet
- Česká folkrocková skupina Marsyas hrála na motiv tohoto příběhu píseň Marsyas a Apollón, kterou napsala Zuzana Michnová, vyšla na albu Jen tak (1983).

### Krásná literatura
- Jaroslav Vrchlický: Báseň  Marsyas, tiskem vydal Sfinx Praha 1883
- Karel Čapek, Marsyas čili na okraj literatury̟; eseje z let 1919-1931, Praha 1931 (název kritických statí použitý v přeneseném slova smyslu)

## Galerie

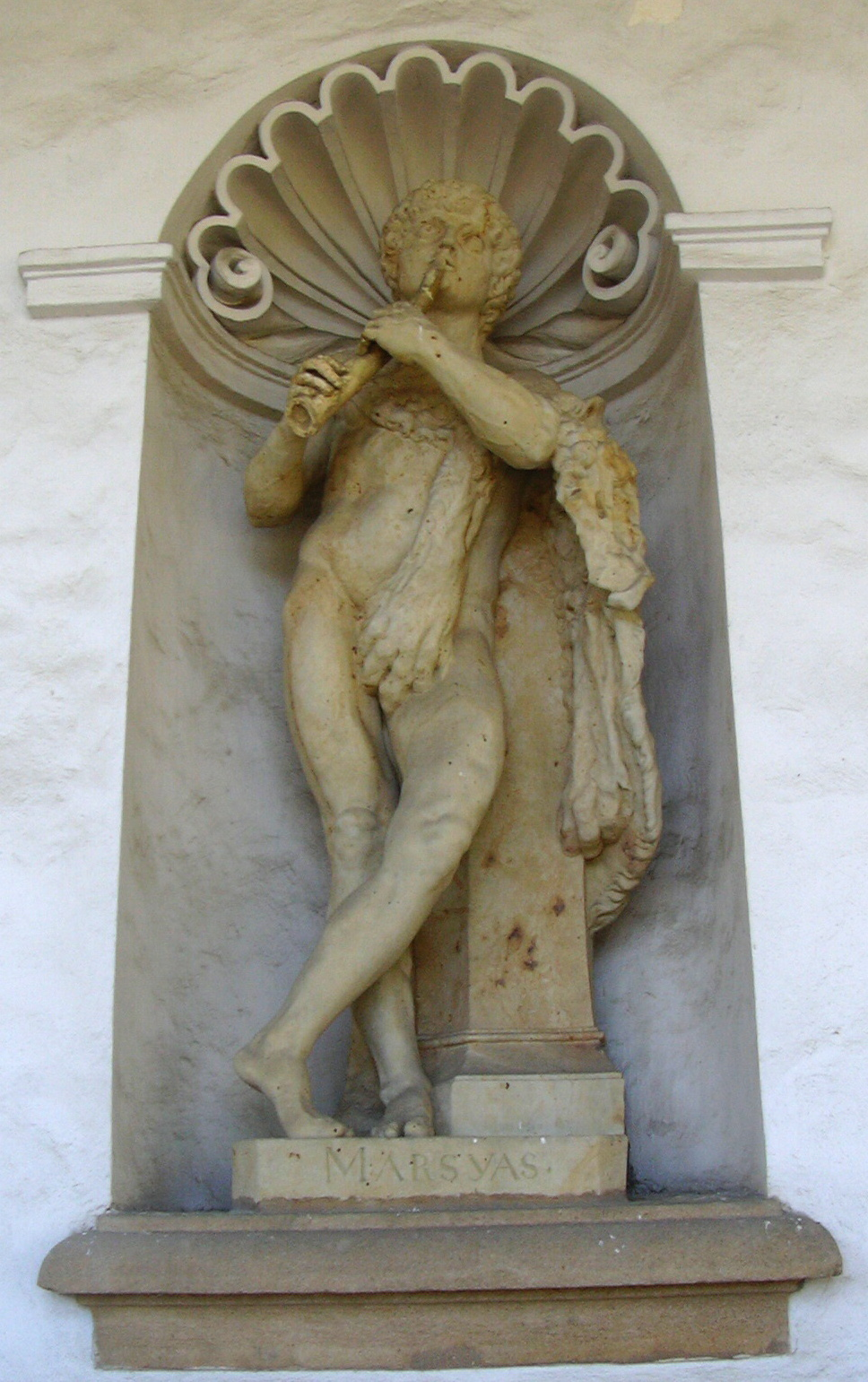
Socha Marsya v kolonádě Květné zahrady v Kroměříži
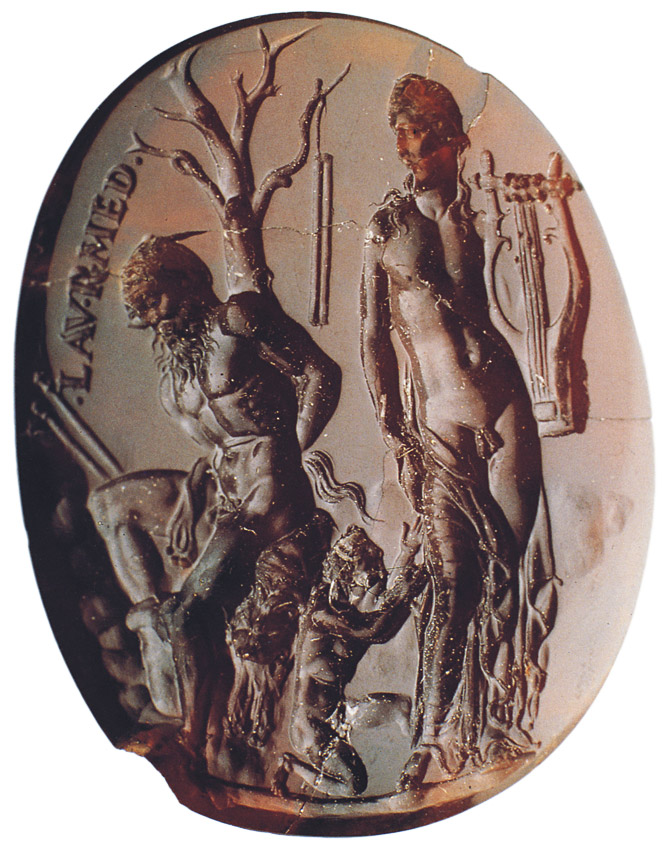
Apollón a Marsyas, Neronova pečeť, Řím, 1. století (stranově obráceno)
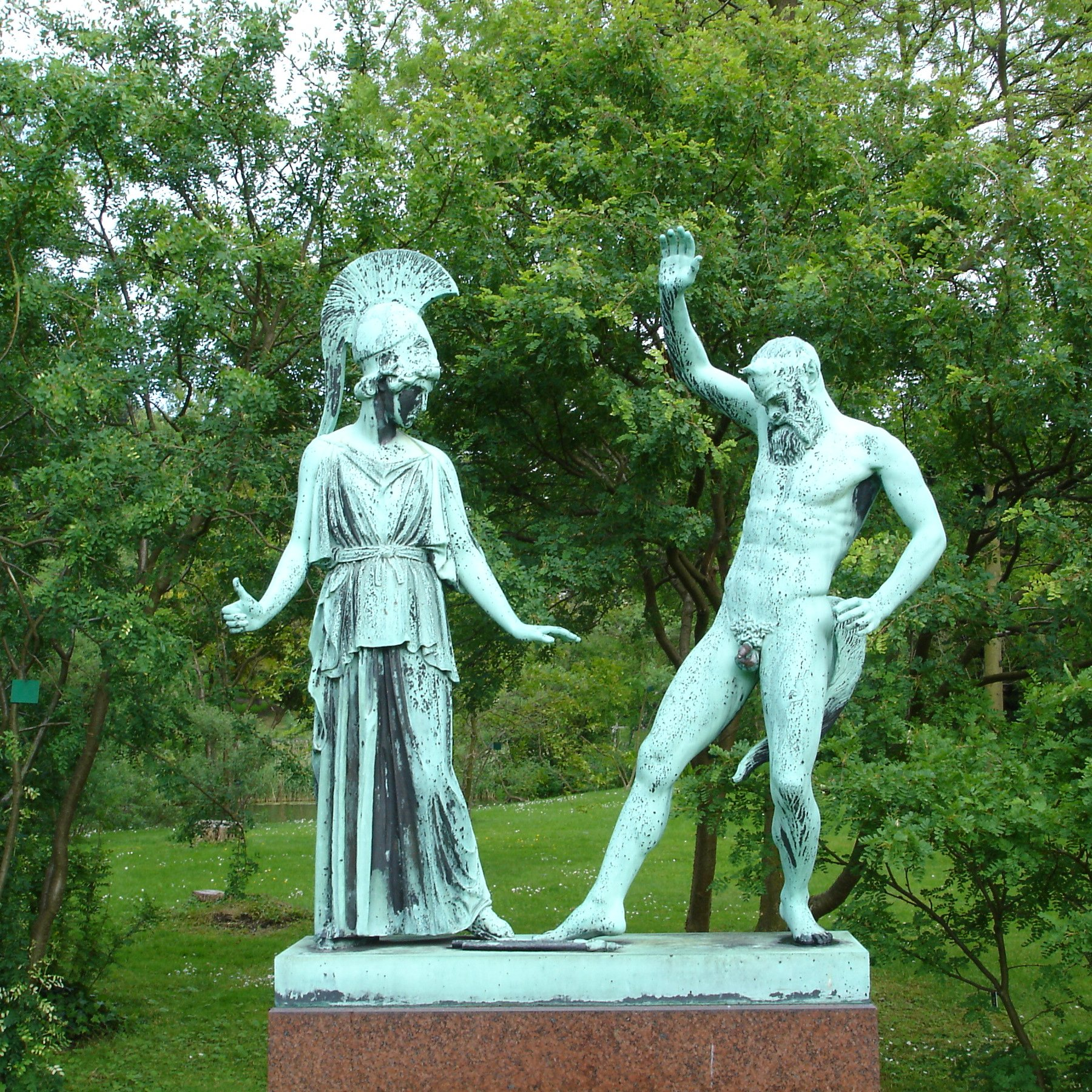
Kopie slavného antického sousoší Athéna a Marsyas v Kodani
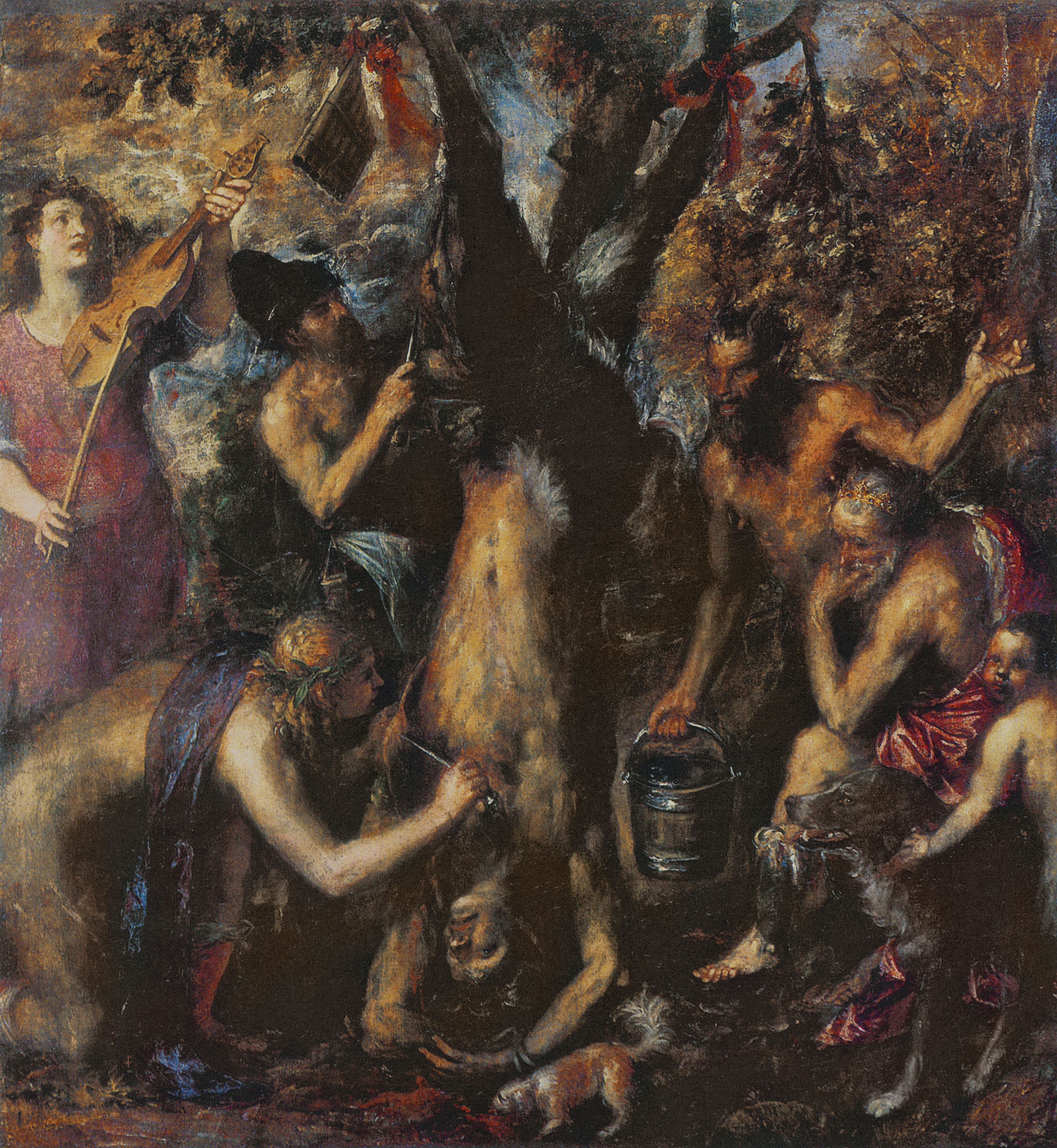
Tizian: Apollo a Marsyas v obrazárně Arcibiskupského zámku Kroměříž